# Logos et labels européens sur la TV HD
 (février 2023).
Si vous disposez d'ouvrages ou d'articles de référence ou si vous connaissez des sites web de qualité traitant du thème abordé ici, merci de compléter l'article en donnant les références utiles à sa vérifiabilité et en les liant à la section « Notes et références ».
Plusieurs sigles, logos et labels européens sur la HD ont été définis par les industriels et les marques d'électronique grand public pour permettre au consommateur, d'identifier et distinguer les appareils de télévision et vidéo compatibles avec les signaux HD, selon leurs caractéristiques techniques.
Ces informations HD concernent tous types d'équipements grand public : téléviseur, moniteur vidéo, vidéoprojecteur, rétroprojecteur, magnétoscope, DVDscope, ordinateur et unité multimédia, récepteurs et terminaux satellite, câble, xDSL, télévision numérique terrestre, télévision mobile personnelle…
Ces sigles et labels sont définis par une fédération regroupant les industriels impliqués : DigitalEurope anciennement EICTA (European Information, Communications and Consumer Electronics Technology Industry Associations), nouvelle appellation de l'EICTA depuis mars 2009.

## Labels / Logos en vigueur en Europe
Les labels actuellement en vigueur (janvier 2014) : HDReady, HDTV, HDReady1080p, HDTV1080p et Ultra HD.
|                      | Analogique 720 lignes min. (25⁄30 Hz entrelacé) | Entrée(s) HDMI/DVI avec HDCP | Définition 720 lignes min. (50⁄60 Hz progressif) | Définition 1 080 lignes min. (25⁄30 Hz entrelacé) | Définition 1 080 lignes min. (24 Hz progressif) | Définition 1 080 lignes min. (50⁄60 Hz progressif) | Tuner TNT HD MPEG-4 intégré |
| -------------------- | ----------------------------------------------- | ---------------------------- | ------------------------------------------------ | ------------------------------------------------- | ----------------------------------------------- | -------------------------------------------------- | --------------------------- |
| HD Ready             | Oui                                             | Oui                          | Oui                                              | Non                                               | Non                                             | Non                                                | Non                         |
| Full HD              | Oui                                             | Oui                          | Oui                                              | Oui                                               | Non                                             | Non                                                | Non                         |
| HD TV                | Oui                                             | Oui                          | Oui                                              | Non                                               | Non                                             | Non                                                | Non                         |
| HD TV (TNT HD)       | Oui                                             | Oui                          | Oui                                              | Non                                               | Non                                             | Non                                                | Oui                         |
| HD Ready 1080p       | Oui                                             | Oui                          | Oui                                              | Oui                                               | Oui                                             | Oui                                                | Non                         |
| HD TV 1080p (TNT HD) | Oui                                             | Oui                          | Oui                                              | Oui                                               | Oui                                             | Oui                                                | Oui                         |

- Appellations abandonnées en France (les appareils HD Ready nécessitant notamment un démodulateur externe pour la réception HD)

Logo apposé sur un appareil (720p) n'intégrant pas de tuner compatible. Les images 1080 sont affichées en 720 2005[3].
Logo apposé sur un appareil TV (720p) intégrant un tuner HD compatible. Les images 1080 sont affichées en 720 2006[4].
Logo apposé sur un appareil (1080p) n'intégrant pas de tuner et pouvant afficher les images en 1080 (écran 1920 × 1080) 2008[5].
Logo apposé sur un appareil TV (1080p) intégrant un tuner HD compatible MPEG4 et pouvant afficher les images en 1080 (écran 1920 × 1080) 2008[5].
Logo apposé sur un appareil Ultra HD en 3840 x 2160 pixels 2017[5].

## Labels / Logos utilisés en France

Logo complémentaire, apposé en France, indiquant que l'appareil peut capter les chaînes TNT HD

Une confusion est venue du fait qu'on a différencié commercialement les téléviseurs dits « HD Ready » (appellation officielle) des « Full HD » (appellation uniquement commerciale), alors que ces derniers étaient bien selon le label officiel de DigitalEurope des téléviseurs « HD Ready » mais à dalle « Full HD » (le label « HD Ready » ne garantissant qu'un minimum de 720 lignes).
En raison d'une grande confusion, la France a définitivement abandonné et supprimé des références commerciales les logos « HD Ready » et « Full HD » (depuis le 1er décembre 2008).
À compter de cette date, les sigles commerciaux « HD TV » et « HD TV 1080p » doivent indiquer que l'écran ou appareil de télévision est équipé d'un démodulateur (tuner) TNT HD. Ainsi, un troisième logo, « TNT HD », doit être apposé pour indiquer que l'appareil peut capter les chaînes TNT en haute définition.
Le label « HD TV » ne doit pas être confondu avec l'acronyme « TVHD » qui désigne la télévision haute définition en général.

### Labels non utilisés en France
Plusieurs labels ont été abandonnés en France, car la loi française interdit à partir de décembre 2008 la production ou l'importation de nouveaux modèles de téléviseurs HD non équipés de tuner TNT HD (c'est-à-dire seulement « HD Ready »), les vendeurs étant toutefois autorisés à vendre les téléviseurs « HD Ready » (supportant les modes 720p et 720i) et « HD Ready 1080p » (supportant en plus les modes 1080p et 1080i) à condition de ne pas dire qu'ils permettront la réception de la TNT HD sans démodulateur TNT HD externe.
Les logos suivants ne sont donc plus utilisés en France :
- « HD Ready » (abandonné) : indique que l'appareil sait exploiter les résolutions de 720p et 720i (affichage ou enregistrement).
- « Full HD » (label commercial non officiel abandonné) : indique que l'appareil sait afficher ou enregistrer les résolutions de 1080i et 1080p sans obligation d'être compatible avec l'affichage 24 Hz (24p) en 1080p.
- « HD ready 1080p » (abandonné) : indique que l'appareil peut afficher ou enregistrer une résolution en 1080i et 1080p avec obligation d'être compatible 24 Hz (24p) en 1080p.

Malheureusement, cette décision a créé une nouvelle confusion : la France, en supprimant toute appellation « HD Ready », a aussi supprimé le récent logo « HD Ready 1080p » qui garantit pourtant l’affichage de tous types de signaux jusqu'à 1920 × 1080 (« i » comme « p », en 50, 60 ou 24 Hz) et donc la possibilité d’afficher parfaitement les chaînes HD de la TNT par le biais d’un démodulateur TNT HD externe.
Néanmoins, il ne faut pas oublier que tout le monde ne recevra pas les signaux TNT HD via un démodulateur TNT HD (même sur un téléviseur prééquipé). Les écrans HD Ready 1080p restent tout autant utilisables pour l’affichage de la TV HD, soit via un décodeur TNT HD externe, soit via un décodeur TVHD via l'ADSL, la fibre ou le satellite, soit via un magnétoscope numérique ou un lecteur BluRay, soit même encore pour les chaînes TNT cryptées qui nécessitent aussi un décodeur externe (et pour lesquels de toute façon le décodeur TNT HD inclus dans le téléviseur estampillé dans les nouveaux labels « TV HD » et « TV HD 1080p » ne servira à rien, puisque le décodeur externe restera nécessaire pour ces modes de réception).
Cette décision favorise donc uniquement la réception de la TNT HD, mais n'aide en rien l'affichage de chaînes HD sans redimensionnement.

## Full HD
« Full HD » (en français « HD totale ») est une appellation commerciale qualifiant un téléviseur, un écran vidéo ou un vidéoprojecteur capable d'afficher une définition d'image constituée de 1 080 lignes, le plus souvent de format 1 920 x 1 080, ou 1 440 × 1 080.
Contrairement à d'autres dénominations, « Full HD » n'est pas un label certifié. La référence commerciale « Full HD » est supprimée à compter du 1er décembre 2008.

### Abandon des sigles
Depuis juillet 2006 en France, les premiers tests de télédiffusion par satellite en HD captés avec les terminaux compatibles (Euro1080 sur TPS, CanalSat) exploitent une définition de 1 920 × 1 080 « entrelacé » (anglais : interlaced).
Un téléviseur estampillé « HD Ready » (sigle abandonné le 1er décembre 2008) ne peut afficher la pleine résolution pour restituer le signal HD sans perte de définition (downscaling). Afin de profiter pleinement des émissions en 1080p, un écran disposant d'une dalle à la définition « native » au minimum égale à 1 920 × 1 080 pixels est nécessaire. Le sigle commercial Full HD (abandonné le 1er décembre 2008) est généralement apposé sur de tels appareils.
Le confort visuel « perçu » ne peut se résumer à la seule définition de l'image. D'une part, les limites et le pouvoir de résolution de l'œil humain imposent une distance minimum à partir de laquelle il est impossible de distinguer deux pixels l'un de l'autre ; ainsi, une définition supérieure est inutile. D'autre part, l'opération de downscaling (résolution amoindrie) exploite l'interpolation numérique, laquelle altère obligatoirement la résolution exacte de l'image source. Un signal TVHD diffusé en 1080i et visualisé en définition standard (« SD » pour « Standard definition ») 720p peut donc apparaître de moindre qualité que la même émission diffusée et visualisée à la même résolution standard de 720p.
Plusieurs autres facteurs psycho-visuels complexes peuvent entrer en jeu (nombre de couleurs affichées, rémanence de l'écran, traitement dynamique des détails, correction des contours…). Ainsi, l'amélioration subjective perçue peut varier selon les individus dans le choix d'un écran Full HD plutôt que « compatible HD ». Enfin, à 2 ou 3 mètres de distance face au téléviseur, une partie des téléspectateurs ne pourront distinguer de différence majeure entre les deux types de résolution.

## HD Ready
« HD Ready » (en français « prêt pour la haute définition ») est la désignation commerciale (abandonnée) relative à un label et à un visuel (logotype), lancé au mois de juin 2005; Conçu pour identifier un téléviseur ou équipement TV compatible avec les signaux de télévision HD. L'appareil « HD Ready » ne permet pas de restituer la pleine résolution des images à haute définition mais adapte le signal à la résolution moyenne affichée à l'écran (généralement 720 lignes maximum). En France, ce terme est abandonné à compter du 1er décembre 2008, date à laquelle il y a obligation d'intégrer les circuits adaptés à la réception TNT HD à tous les téléviseurs commercialisés sur le territoire.
Pour être autorisé à exploiter la mention « HD Ready » sur un équipement, le fabricant devait s'engager à ce que ses caractéristiques respectent les conditions suivantes :
- Exploiter un format d'image 16/9 avec une tolérance de 5 %
- Afficher une définition verticale minimale de 720 lignes
- Être compatible avec les signaux vidéo numériques aux normes 720p et 1080i en source (entrées)
- Disposer d'une entrée analogique compatible avec les signaux SD (résolution normale) et HD.
- Disposer d'une entrée numérique DVI ou HDMI doté du système anti-copie européen (HDCP).

Le respect de ces conditions est de type déclaratif, au gré des industriels (sous risque de contrôles).
La réception des programmes diffusés en TNT HD 1080p ne sont pas pris en compte.

## HD TV
Le Label de qualité HD TV, lancé au mois de juin 2005, a pour but de permettre aux consommateurs d'identifier un périphérique étant donc capable d'enregistrer ou de restituer un signal vidéo HD à pleine résolution, et donc possédant un Tuner TNT HD et une sortie capable d'envoyer ce signal sans le redimensionner.
À partir de décembre 2008, ce logo indique que l'écran de télévision ainsi estampillé est équipé d'un tuner TNT HD.
Pour être autorisé à exploiter le label HD TV sur un équipement (c'est-à-dire afficher le logo sur le produit et sa présentation commerciale) le fabricant doit s'engager à ce que ses caractéristiques respectent certaines spécificités.
Ce label est obligatoire en France à partir de décembre 2008 pour les écrans de plus de 66 cm.

## HD Ready 1080p
HD ready 1080p désigne un label et un sigle commercial. Cette désignation lancée en février 2008 a pour but de permettre aux consommateurs d'identifier un téléviseur capable d'afficher un signal vidéo HD à pleine résolution.
Le logotype est présenté comme sigle de qualité pour distinguer le dispositif d'affichage, capable de traiter et de restituer les signaux haute définition; ce sigle correspond à des critères attribués selon certaines fonctionnalité obligatoires.
Pour le label « HD Ready 1080p », le fabricant s'engage à ce que les caractéristiques de l'équipement respectent les conditions suivantes :
- compatibilité HD (avec cahier des charges) ;
- exploiter une définition verticale minimale de 1080 lignes ,
- accepter et afficher les flux HD 1 080 lignes entrelacés et progressifs en 50⁄60 Hz ;
- accepter les flux HD 1080 lignes progressifs en 24 Hz. C'est le mode 24p (pour 24 images par seconde, balayage progressif).

## HD TV 1080p
HD TV 1080p est à la fois un logo et un label lancé au mois de février 2008 par DigitalEurope dans le but d'éclairer les consommateurs européens dans le domaine de la télévision haute définition.
Ce logo signifie que l'écran sur lequel il est estampillé est :
- HD Ready 1080p (avec son cahier des charges) ;
- HD TV (équipé d'un tuner MPEG-4, autrement dit capable de recevoir et afficher la TNT HD[7]).

## Ultra HD 2160p
Ultra HD est à la fois un logo et un label lancé en 2017 par DigitalEurope dans le but d'éclairer les consommateurs européens dans le domaine matériel ultra haute définition.
Ce logo signifie que l'écran sur lequel il est estampillé est :
- Ultra HD (avec son cahier des charges)